# Delphyre testacea
Delphyre testacea là một loài bướm đêm thuộc phân họ Arctiinae, họ Erebidae.